# Madness (Muse)
Madness è un singolo del gruppo musicale britannico Muse, pubblicato il 20 agosto 2012 come primo estratto dal sesto album in studio The 2nd Law.
Il brano è rimasto per 19 settimane alla prima posizione della classifica statunitense Alternative Airplay, battendo il precedente record detenuto da The Pretender dei Foo Fighters.

## Descrizione
Seconda traccia dell'album, Madness è un brano synth pop influenzato da brani come I Want to Break Free dei Queen, da Faith e I Want Your Sex di George Michael, oltre che dall'album di David Bowie Scary Monsters (and Super Creeps). La critica specializzata ha evidenziato inoltre come il brano presentasse un'ispirazione alle composizioni dei Depeche Mode.

## Pubblicazione
Il 6 agosto 2012 i Muse hanno annunciato che Madness sarebbe stato il primo singolo estratto da The 2nd Law e che la sua pubblicazione sarebbe avvenuta il 20 agosto. In tale data il brano è stato trasmesso ufficialmente per la prima volta dall'emittente radiofonica BBC Radio 1, venendo pubblicato poco dopo per il download digitale e ricevendo inoltre un lyric video, caricato dal gruppo attraverso il proprio canale YouTube.

## Video musicale
Il video, girato a Los Angeles sotto la regia di Anthony Mandler (realizzatore in passato del video di Neutron Star Collision (Love Is Forever)), è stato reso disponibile il 5 settembre 2012 attraverso il canale YouTube del gruppo.

## Tracce
Download digitale
1. Madness – 4:39

CD promozionale (Regno Unito)
1. Madness (Radio Edit) – 3:38
2. Madness (Album Version) – 4:40

## Formazione
Gruppo
- Matthew Bellamy – voce, chitarra, tastiera, sintetizzatore
- Chris Wolstenholme – basso, voce, sintetizzatore
- Dominic Howard – batteria, percussioni, sintetizzatore

Altri musicisti
- Alessandro Cortini – sintetizzatori aggiuntivi

Produzione
- Muse – produzione
- Tommaso Colliva – produzione aggiuntiva, ingegneria del suono
- Adrian Bushby – produzione aggiuntiva, ingegneria del suono
- Mark "Spike" Stent – missaggio

## Classifiche
| Classifica (2012)                | Posizione massima |
| -------------------------------- | ----------------- |
| Austria                          | 56                |
| Belgio (Fiandre)                 | 41                |
| Belgio (Vallonia)                | 10                |
| Canada                           | 43                |
| Danimarca                        | 38                |
| Francia                          | 14                |
| Germania                         | 67                |
| Giappone                         | 9                 |
| Italia                           | 9                 |
| Paesi Bassi                      | 33                |
| Regno Unito                      | 25                |
| Spagna                           | 30                |
| Stati Uniti                      | 45                |
| Stati Uniti (adult top 40)       | 11                |
| Stati Uniti (alternative)        | 1                 |
| Stati Uniti (mainstream rock)    | 34                |
| Stati Uniti (rock & alternative) | 3                 |
| Svizzera                         | 27                |